# 403
Cette page concerne l'année 403  du calendrier julien. Pour l'année 403 av. J.-C., voir 403 av. J.-C. Pour le nombre 403, voir 403 (nombre). Pour la voiture, voir Peugeot 403.
L'année 403 est une année commune qui commence un jeudi.

## Événements
- Juin : les Wisigoths d’Alaric Ier, qui auraient passé l'hiver en Istrie, ont l’intention de passer le col du Brenner pour envahir la Rhétie puis la Gaule, alors dégarnies de leurs troupes, quand ils sont battus par Stilicon à la bataille de Vérone. Ils sont rejetés hors d'Italie et sont installés comme fédérés en Illyrie[1].
- 18 juin : conciliabule du Chêne[2]. L’impératrice d’Orient Eudoxie, blâmée pour adultère par le patriarche de Constantinople Jean Chrysostome, le fait exiler.
- 25 août : le concile de Carthage invite les donatistes à une conférence pour les inviter à rejoindre l'orthodoxie[3].

## Naissances en 403
- Liu Yiqing

## Décès en 403
- 12 avril : Épiphane de Salamine, Père de l'Église.